# Okręg wyborczy Exeter
Okręg wyborczy Exeter powstał w 1295 r. i wysyłał do angielskiej, a następnie brytyjskiej, Izby Gmin dwóch deputowanych. W 1885 r. liczbę mandatów przypadających na okręg zmniejszono do jednego. Okręg obejmuje miasto Exeter w hrabstwie Devon.

## Deputowani do brytyjskiej Izby Gmin z okręgu Exeter

### Deputowani w latach 1660–1885
- 1660–1661: John Maynard
- 1660–1661: Thomas Bampfield
- 1661–1673: Robert Walker
- 1661–1679: James Smyth
- 1673–1679: Thomas Walker
- 1679–1681: William Glyde
- 1679–1681: Malachi Pyne
- 1681–1685: Thomas Carew
- 1681–1685: Thomas Walker
- 1685–1695: Edward Seymour
- 1685–1689: James Walker
- 1689–1689: Henry Pollexfen
- 1689–1695: Christopher Bale
- 1695–1698: Edward Seyward
- 1695–1698: Joseph Tily
- 1698–1708: Edward Seymour
- 1698–1702: Bartholomew Shower
- 1702–1708: John Snell
- 1708–1710: John Harris
- 1708–1710: Nicholas Wood
- 1710–1713: Coplestone Warwick Bampfylde
- 1710–1713: John Snell
- 1713–1715: John Rolle
- 1713–1734: Francis Drewe
- 1715–1722: John Bampfylde
- 1722–1727: John Rolle
- 1727–1728: Samuel Molyneux
- 1728–1734: John Belfield
- 1734–1735: John King
- 1734–1741: Thomas Balle
- 1735–1743: Henry Northcote
- 1741–1754: Humphrey Syndeham
- 1743–1747: Richard Bampfylde
- 1747–1767: John Tuckfield
- 1754–1776: John Rolle Walter
- 1767–1768: William Spicer
- 1768–1774: John Buller
- 1774–1790: Charles Warwick Bampfylde
- 1776–1802: John Baring
- 1790–1796: James Buller
- 1796–1812: Charles Warwick Bampfylde
- 1802–1818: James Buller
- 1812–1826: William Courtenay
- 1818–1826: Robert William Newman
- 1826–1830: Samuel Trehawke Kekewich
- 1826–1832: Lewis William Buck
- 1830–1835: James Wentworth Buller
- 1832–1864: Edward Divett
- 1835–1845: William Webb Follett
- 1845–1857: John Thomas Buller Duckworth
- 1857–1865: Richard Sommers Gard
- 1864–1868: Edward Courtenay
- 1865–1873: John Coleridge, Partia Liberalna
- 1868–1874: Edgar Alfred Bowring
- 1873–1880: Arthur Mills
- 1874–1880: John George Johnson
- 1880–1885: Edward Johnson
- 1880–1885: Henry Northcote, Partia Konserwatywna

### Deputowani po 1885
- 1885–1899: Henry Northcote, Partia Konserwatywna
- 1899–1906: Edgar Vincent, Partia Konserwatywna
- 1906–1910: George William Kekewich
- 1910–1918: Henry Duke, Partia Konserwatywna
- 1918–1931: Robert Newman, Partia Konserwatywna, od 1929 r. niezależny
- 1931–1945: Arthur C. Reed, Partia Konserwatywna
- 1945–1951: John Cyril Maude, Partia Konserwatywna
- 1951–1966: Rolf Dudley-Williams, Partia Konserwatywna
- 1966–1970: Gwyneth Donwoody, Partia Pracy
- 1970–1997: John Hannam, Partia Konserwatywna
- 1997–: Ben Bradshaw, Partia Pracy